# Challenger ATP de Indian Wells
El Southern California Open es un torneo profesional de tenis. Pertenece al ATP Challenger Tour. Se juega desde el año 2024 sobre pistas de dura al aire libre, en Indian Wells, Estados Unidos.

## Palmarés

### Individuales
| Año     | Campeón          | Finalista      | Resultado     |
| ------- | ---------------- | -------------- | ------------- |
| 2024-I  | Mitchell Krueger | Brandon Holt   | 3–6, 6–4, 6–4 |
| 2024-II | Blaise Bicknell  | Zachary Svajda | 6–3, 6–2      |

### Dobles
| Año     | Campeones                   | Finalistas                       | Resultado        |
| ------- | --------------------------- | -------------------------------- | ---------------- |
| 2024-I  | Ryan Seggerman Patrik Trhac | Thai-Son Kwiatkowski Alex Lawson | 6–2, 7–6(3)      |
| 2024-II | Ryan Seggerman Patrik Trhac | Thomas Fancutt Ajeet Rai         | 6–4, 3–6, [10–3] |